# ويليام ر. كويل
ويليام ر. كويل (بالإنجليزية: William R. Coyle)‏ هو جيولوجي وسياسي أمريكي، ولد في 10 يوليو 1878 بواشنطن العاصمة في الولايات المتحدة، وتوفي في 30 يناير 1962. حزبياً، نشط في الحزب الجمهوري. وقد انتخب عضو مجلس النواب الأمريكي.